# Ручь
Ручь — река в Пермском крае России, протекает по территории Серебрянского и Усть-Черновского сельских поселений Гайнского района. Левый приток реки Весляна.

## Морфометрия
Длина реки — 70 км, площадь бассейна — 465 км².
В нижней части верхнего течения ширина реки составляет 6 метров, а глубина — 0,7 м. В нижней части среднего течения ширина равна уже 8 м, а глубина — 1 м. Недалеко от устья ширина достигает 12 метров, а глубина равна 0,6 м.
Скорость течения (ниже места впадения Чукли) — 0,4 м/с.

## Гидрография
Начало берёт на высоте ≈225 метров над уровнем моря в болотистой, лесной местности на севере Серебрянского сельского поселения и течёт по его территории до начала среднего течения.
На всём протяжении течёт по лесной, большей частью болотистой местности с преобладанием ели, сосны и берёзы.
Впадает в Весляну (приток Камы) по левому берегу в 161 км от устья, на высоте 149,7 м над уровнем моря.

### Притоки
В Ручь впадают следующие именованные притоки:
- Правые:

Туйкос (в 4,8 км от устья).
- Левые:

Избушка, Чукля (в 16 км от устья), Лесной.

## Данные водного реестра
По данным государственного водного реестра России относится к Камскому бассейновому округу, водохозяйственный участок реки — Кама от истока до водомерного поста у села Бондюг, речной подбассейн реки — бассейны притоков Камы до впадения Белой. Речной бассейн реки — Кама.
По данным геоинформационной системы водохозяйственного районирования территории РФ, подготовленной Федеральным агентством водных ресурсов:
- Код водного объекта в государственном водном реестре — 10010100112111100001525
- Код по гидрологической изученности (ГИ) — 111100152
- Код бассейна — 10.01.01.001
- Номер тома по ГИ — 11
- Выпуск по ГИ — 1